# Força Águia de Malaita
Força Águia de Malaita (em inglês:  Malaita Eagle Force) foi uma organização militante, originária da ilha de Malaita, nas Ilhas Salomão. Foi formada no início da década de 2000 e logo transferiu-se para Honiara, capital das Ilhas Salomão.
Foi criada durante The Tension ('A Tensão') nas Ilhas Salomão, o qual foi centrada principalmente  em Guadalcanal, para defender os malaítas da diáspora em Guadalcanal e a propriedade dos malaítas que deixaram a ilha. Seu porta-voz foi Andrew Nori e seus relatórios de mídia foram intitulados "The Eagles View Point".
A força esteve engajada principalmente na luta contra o Movimento de Libertação de Isatabu e o governo das Ilhas Salomão, que promulgou a Missão de Assistência Regional para as Ilhas Salomão em resposta. Um de seus líderes rebeldes foi Jimmy Rasta. Andrew Nori também foi descrito como um de seus primeiros líderes e foi o porta-voz da Força Águia de Malaita quando derrubaram o governo do primeiro-ministro Bartholomew Ulufa'alu em junho de 2000. Outra figura importante durante as tensões foi Charles Dausabea.